# Mereng
Mereng is een bestuurslaag in het regentschap Pemalang van de provincie Midden-Java, Indonesië. Mereng telt 7927 inwoners (volkstelling 2010).